# Mala Trapinska
Mala Trapinska is een plaats in de gemeente Suhopolje in de Kroatische provincie Virovitica-Podravina. De plaats telt 79 inwoners (2001).